# Servië op het Eurovisiesongfestival 2024
Servië nam deel aan het Eurovisiesongfestival 2024 in Malmö, Zweden. De RTS was verantwoordelijk voor de Servische bijdrage voor de editie van 2024. 

## Selectieprocedure

### Pesma za Evroviziju 2024
Voor de derde keer koos Servië voor de nationale finale Pesma za Evroviziju. 28 nummers zongen in twee halve finales. 16 finalisten streden voor de overwinning. Teya Dora die vooraf favoriet was won de finale. Breskvica won de publieke voting, en werd tweede.
| Nr. | Artiest                      | Lied              | Jury | Televote   | Totaal | Plaats |   |   |   |    |
| --- | ---------------------------- | ----------------- | ---- | ---------- | ------ | ------ | - | - | - | -- |
| Nr. | Artiest                      | Lied              | 1    | Iva Lorens | Totaal | "Dom"  | 2 | 0 | 2 | 12 |
| 2   | Džordži                      | "Luna park"       | 1    | 5          | 6      | 8      |   |   |   |    |
| 3   | Breskvica                    | "Gnezdo orlovo"   | 5    | 12         | 17     | 2      |   |   |   |    |
| 4   | Teya Dora                    | "Ramonda"         | 12   | 10         | 22     | 1      |   |   |   |    |
| 5   | Hristina                     | "Bedem"           | 3    | 0          | 3      | 10     |   |   |   |    |
| 6   | Marko Mandić                 | "Dno"             | 0    | 0          | 0      | 15     |   |   |   |    |
| 7   | M.IRA                        | "Percepcija"      | 0    | 1          | 1      | 13     |   |   |   |    |
| 8   | Nemanja Radošević            | "Jutra bez tebe"  | 0    | 0          | 0      | 14     |   |   |   |    |
| 9   | Milan Bujaković              | "Moje tvoje"      | 0    | 0          | 0      | 16     |   |   |   |    |
| 10  | Keni nije mrtav              | "Dijamanti"       | 0    | 2          | 2      | 11     |   |   |   |    |
| 11  | Zorja                        | "Lik u ogledalu"  | 10   | 7          | 17     | 3      |   |   |   |    |
| 12  | Zejna                        | "Najbolja"        | 7    | 4          | 11     | 5      |   |   |   |    |
| 13  | Konstrakta                   | "Novo, bolje"     | 8    | 8          | 16     | 4      |   |   |   |    |
| 14  | Bojana Radovanović and David | "No No No"        | 0    | 6          | 6      | 7      |   |   |   |    |
| 15  | Lena Kovačević               | "Zovi me Lena"    | 6    | 0          | 6      | 9      |   |   |   |    |
| 16  | Dušan Kurtić                 | "Zbog tebe živim" | 4    | 3          | 7      | 6      |   |   |   |    |

## In Malmö
Servië trad op in de eerste halve finale op 9 mei 2024. Ze stootte door naar de grote finale op 11 mei 2024, waar ze als 16de act haar nummer Ramonda zingt, na Italië en voor Finland. Servië behaalde de 17de plaats met 54 punten. De Kroatische kijkers hadden 12 punten over voor de ballade. 
2007 · 2008 · 2009 · 2010 · 2011 · 2012 · 2013 · 2014 · 2015 · 2016 · 2017 · 2018 · 2019 · 2020 · 2021 · 2022 · 2023 · 2024 · 2025
Albanië · Armenië · Australië · Azerbeidzjan · België · Cyprus · Denemarken · Duitsland · Estland · Finland · Frankrijk · Georgië · Griekenland · Ierland · IJsland · Israël · Italië · Kroatië · Letland · Litouwen · Luxemburg · Malta · Moldavië · Nederland · Noorwegen · Oekraïne · Oostenrijk · Polen · Portugal · San Marino · Servië · Slovenië · Spanje · Tsjechië · Verenigd Koninkrijk · Zweden · Zwitserland